# Тектонік (птах)
Тектонік (Graueria vittata) — вид горобцеподібних птахів родини очеретянкових (Acrocephalidae).

## Назва
Вид названо на честь німецького зоолога Рудольфа Гравера, який збирав біологічні зразки в Бельгійському Конго.

## Поширення
Вид населяє гірські ліси Альбертінського рифту в Руанді, Бурунді, на півдні Уганди та сході ДР Конго. Населяє густу рослинність в галерейних лісах і пралісах на висоті від 1500 до 2500 м над рівнем моря.

## Опис
Довжина тіла — 14 см, вага — від 14 до 18 г. Має міцний дзьоб, матове оперення зеленувато-оливкового кольору, голова і нижня частина тіла бліді. Верх голови темно-оливково-зелений; верхня частина тіла, крила і хвіст зеленувато-оливкові; сторона голови до верхівки грудей чорнувата та блідо-біла. Інша частина нижньої частини тіла оливково-зелена з широкими сірувато-білими смугами по всій медіальній поверхні черевця. Райдужна оболонка червонувато-коричнева, верхня частина дзьоба чорнувата, нижня — блакитно-сіра. Синьо-сірі ніжки.

## Спосіб життя
Тектонік полює в основному на жуків, дрібних мурах і гусениць, а іноді на маленьких павуків і равликів. Птахи в стані розмноження в Уганді знайдені в березні. У Демократичній Республіці Конго шлюбні пісні записували в період з березня по травень. Відомості про кількість знесених яєць, період інкубації та вирощування молодняку відсутні.